# WWドメイン
WWドメイン（英: WW domain、rsp5ドメイン、WWPリピートモチーフとしても知られる）は、タンパク質のリガンドとの特異的相互作用を媒介する、モジュール状のタンパク質ドメインである。WWドメインは、無関係な多くのシグナル伝達タンパク質や構造タンパク質に見つかり、一部のタンパク質では最大4つのリピート構造が存在する。プロリンに富む、特に[AP]-P-P-[AP]-Yからなるモチーフをタンパク質に結合することに加え、WWドメインの一部はホスホセリンやホスホスレオニンを含むモチーフに結合する。

## 構造とリガンド
WWドメインは最も小さなタンパク質ドメインの1つで、わずか40アミノ酸程度から構成される。WWドメインはプロリンに富む、またはプロリンを含む短いモチーフとの特異的なタンパク質間相互作用を媒介する。その名称は2つの保存されたトリプトファン残基（W）が存在することに由来し、それらは20-22アミノ酸離れて位置する。WWドメインは、曲がった3本のストランドからなるβシートへと折り畳まれる。WWドメインの同定は、YAP1遺伝子産物の2つのスプライスアイソフォームYAP1-1とYAP1-2の分析によって促進された。両者にはYAP1-2に余剰の38アミノ酸が存在するという差異がある。この余剰アミノ酸はスプライシングで選択的に組み込まれるエクソンにコードされており、YAP1-2アイソフォームには2つ目のWWドメインが含まれている。
WWドメインの最初の構造は、NMRによって溶液中で決定された。それはヒトのYAPとPPxY（xは任意のアミノ酸）コンセンサスモチーフを含むペプチドリガンドとの複合体の構造である。近年、YAPのWWドメインとSMAD由来のPPxYモチーフを含むペプチドとの複合体構造がさらにリファインされた。PPxYモチーフのほか、あるWWドメインはLPxYモチーフを認識し、いくつかのWWドメインはリン酸化セリン-プロリンまたはリン酸化スレオニン-プロリンモチーフをリン酸基依存的に認識する。これらWWドメインの複合体構造は、リン酸化によって調節される相互作用の分子的な詳細を確証した。また、アルギニンに隣接する、またはロイシン残基で隔てられたポリプロリン配列と相互作用するWWドメインも存在するが、この配列には芳香族アミノ酸は含まれない。

## シグナル伝達機能
WWドメインは、Hippoシグナル伝達経路を含むさまざまなシグナル伝達ネットワークにおいて、調節タンパク質複合体の形成を媒介することが知られている。WWドメインによって媒介される複合体の重要性は、WWドメインやそのリガンドの機能喪失型点変異によって引き起こされる遺伝子疾患が同定されたことで強調された。このような疾患には、WWドメインのミスセンス変異によって引き起こされる知的障害であるGolabi-Ito-Hall症候群や、PPxYモチーフ内の点変異によって高血圧が引き起こされるリドル症候群がある。

## 例
WWドメインを含むタンパク質はきわめて多様であることが知られている。複数ドメインからなる細胞骨格タンパク質のジストロフィン、ジストロフィン様タンパク質のウトロフィン、Hippoシグナル伝達経路のセリン/スレオニンキナーゼLATS1とLATS2の基質である真核生物のYAPタンパク質、胚の発達と中枢神経系の分化に関与するマウスのNEDD4、NEDD4と分子構成が類似した出芽酵母のRSP5、脳で多く発現している転写活性化因子であるラットのFE65、タバコのDB10タンパク質などがある。
2004年には、個別に発現されたWWドメインとゲノム中に予測されるPPxY配列を含む合成ペプチドを用いて、ヒトのモジュール状ドメインに対する最初の包括的なタンパク質-ペプチド相互作用マップが報告された。現在ヒトのプロテオームには、98種類のWWドメインと2000種類以上のPPxY含有ペプチドがゲノムの配列解析によって同定されている。

## 阻害剤
YAPは、強力ながん遺伝子として機能するWWドメイン含有タンパク質である。増殖に関与する遺伝子の発現誘導を行う転写コアクチベーターとしてYAPが機能するためには、そのWWドメインが完全なままでなければならない。近年の研究で、もともとMRIの造影剤として開発された金属内包フラーレンが抗腫瘍効果を有することが示された。分子動力学シミュレーションにより、この化合物はYAPのWWドメインに効率的に結合し、プロリンに富むペプチドとの競合に打ち勝つことが示された。金属内包フラーレンは、YAPが増幅または過剰発現したがん患者に対する治療法開発のリード化合物となる可能性がある。

## フォールディングの研究
WWドメインはサイズが小さく構造もよく知られているため、タンパク質のフォールディングの研究によく用いられてきた。そのような研究の中でも、Rama RanganathanとDavid E. Shawによるものは有名である。Ranganathanの研究チームは、WWドメイン内のアミノ酸残基間の共進化を同定する単純な統計的エネルギー関数が、天然構造へフォールディングする配列の特定に必要十分であることを示した。彼と彼のチームはこのようなアルゴリズムを用いて、自然に存在するWWドメインときわめて類似した様式で特定の種類のプロリンに富むリガンドペプチドを認識する、人工WWドメインのライブラリを作製した。Shawの研究室は、WWドメインの原子レベルでの振る舞いを生物学的なタイムスケールで明らかにする特別なマシンを開発した。彼と彼のチームはWWドメインの平衡シミュレーションを行い、同一のフォールディング経路中に7つのアンフォールディングと8つのフォールディングのイベントを同定した。
WWドメインは30から35アミノ酸と比較的短いため、化学合成を行うこともできる。協調的にフォールディングし、化学的に導入された非天然アミノ酸を取り込むこともできる。これらの性質をもとに、WWドメインは、フォールディングしたタンパク質内での分子内相互作用や立体配座の傾向の化学的な調査のための多用途のプラットホームとなることが示されている。